# حيليك بار
حيليك بار (بالعبرية: חיליק (יחיאל) בר؛ ولد 4 سبتمبر 1975) سياسي إسرائيلي عضو في الكنيست عن حزب العمل الإسرائيلي والأمين العام لحزب العمل وهو نائب رئيس الكنيست.